# Carolyn Richmond
Carolyn Richmond (Charlottesville, Virginia, 1 de marzo de 1938-Madrid, 26 de junio de 2024) fue crítica literaria, escritora y catedrática de Literatura Española de la Universidad Municipal de Nueva York.

## Biografía
Obtuvo su A.B. en Historia del Arte y su A.M. en Literatura Española por el Smith College (1960 y 1963 respectivamente), se doctoró por la Universidad de Wisconsin-Madison en 1975 con una tesis sobre Leopoldo Alas, Clarín. Miembro desde 1969 del Departamento de Lenguas y Literaturas Modernas del Brooklyn College de la Universidad Municipal de Nueva York, se incorporó en 1983 a la facultad del Programa de Doctorado de dicha universidad. En junio de 1999 contrajo matrimonio con el escritor Francisco Ayala, obtuvo la doble nacionalidad española y estadounidense, y adoptó legalmente como segundo apellido De Ayala. Desde su jubilación de la enseñanza, en 2000, Richmond residió en Madrid, donde dedicó su tiempo a la investigación, a la escritura y a la Fundación Francisco Ayala (con sede en Granada), de la que fue presidenta de honor y directora académica. En 2016 fue designada miembro correspondiente de la Real Academia Española por Estados Unidos. En 2017 fue distinguida con el título de Hija Adoptiva de la Ciudad de Granada. En 2018 obtuvo el premio Manuel Alvar de Estudios Humanísticos por su ensayo Días felices. Aproximaciones a 'El jardín de las delicias' de Francisco Ayala.

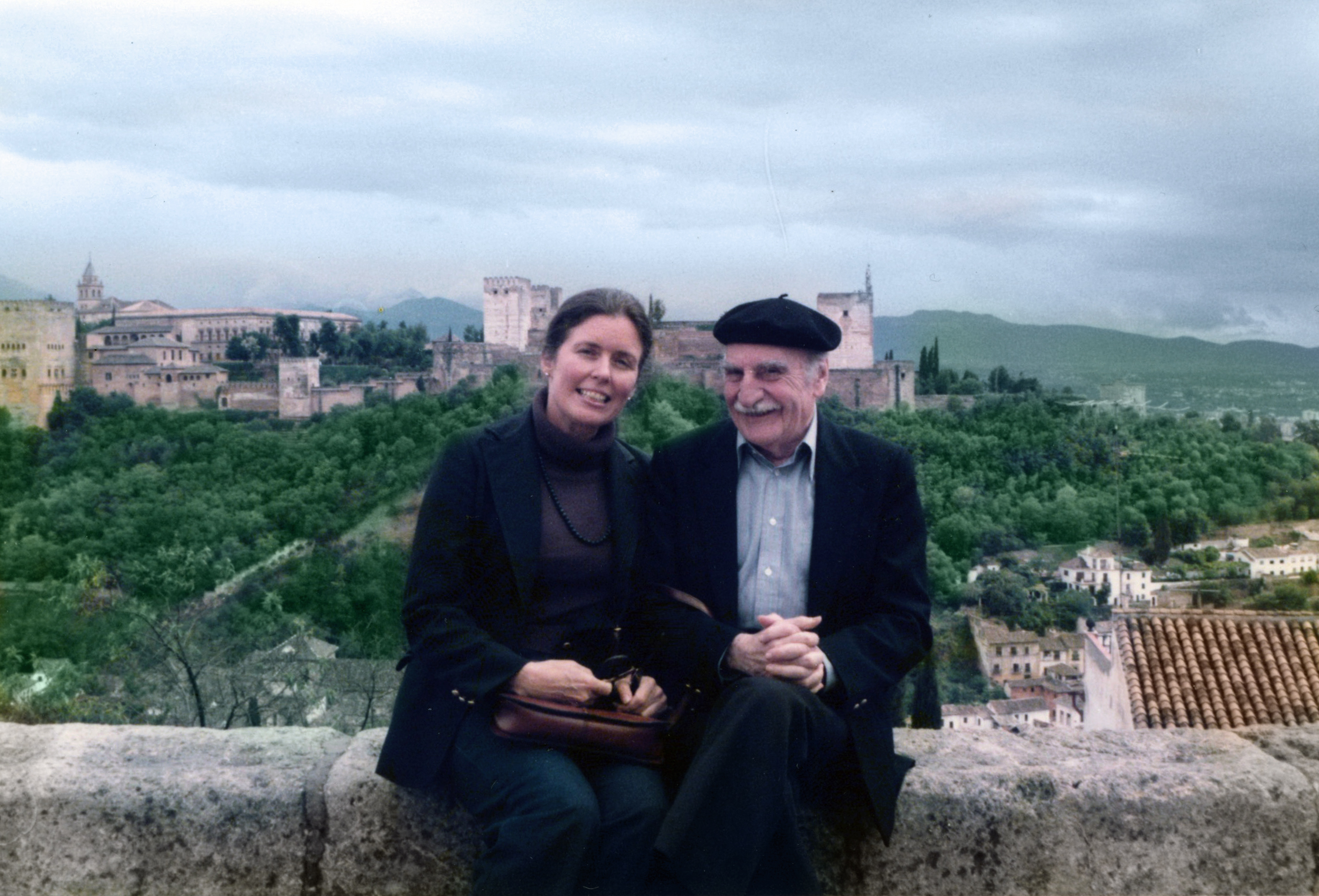
Carolyn Richmond y Francisco Ayala en 1987.

## Ámbito literario
La obra crítica de Carolyn Richmond se centró en la narrativa de tres autores españoles: Leopoldo Alas, Ramón Gómez de la Serna y Francisco Ayala. A Clarín dedicó su tesis doctoral en 1975, un estudio sobre Su único hijo, la segunda y última novela del autor ovetense, de cuya edición en la colección Austral (Espasa-Calpe) se haría cargo en 1979. Además de una treintena de artículos sobre Clarín en revistas académicas y monografías, Richmond publicó la antología de narrativa breve Treinta relatos (Espasa-Calpe, 1995), antes de abordar la edición de sus Cuentos completos en dos volúmenes (Alfaguara, 2000).
La primera publicación de Richmond sobre Gómez de la Serna fue la edición y estudio crítico de La Quinta de Palmyra (Espasa-Calpe, 1982). A este volumen le seguirían varios artículos sobre la producción literaria ramoniana y la edición en la colección Letras Hispánicas de la novela El secreto del Acueducto (Cátedra, 1986).
El autor al que Richmond dedicó su mayor producción crítica fue Francisco Ayala. Además de numerosos estudios y artículos, realizó varias ediciones de su obra: El jardín de las delicias y El tiempo y yo (Espasa-Calpe, 1978), Historia de macacos (Castalia, 1995) y Los usurpadores (Cátedra, 1992). Su antología De toda la vida. Relatos escogidos (Tusquets, 2006) fue publicada con ocasión del centenario del autor. Fue la editora de las Obras completas de Francisco Ayala publicadas por Galaxia Gutenberg-Círculo de Lectores (7 volúmenes, 2007-2014), además de autora del prólogo al volumen dedicado a la narrativa.

## Ediciones y estudios seleccionados
- Prólogo de Ayala, Francisco, El jardín de las delicias. El tiempo y yo, Madrid: Espasa-Calpe, 1977.
- Edición, introducción y notas de Alas, Leopoldo, Su único hijo, Madrid: Espasa-Calpe, 1979.
- Edición y estudio crítico de Gómez de la Serna, Ramón, La Quinta de Palmyra, Madrid: Espasa-Calpe, 1982.
- Un análisis de la novela 'Las guerras de nuestros antepasados' de Miguel Delibes, Barcelona: Destino, 1982.
- «Su único hijo», en Iris M. Zavala (ed.), Romanticismo y Realismo (Historia y Crítica de la Literatura española, 5), Barcelona: Crítica, 1982.
- «El problema de la creación literaria en la novela de Ramón», en Víctor G. de la Concha (ed.), Época contemporánea: 1914-1939 (Historia y Crítica de la Literatura Española, 7), Barcelona: Crítica, 1984.
- Edición, introducción y notas de Gómez de la Serna, Ramón, El secreto del Acueducto, Madrid: Cátedra, 1986.
- Edición, introducción y notas de Ayala, Francisco, Los usurpadores, Madrid: Cátedra, 1992.
- Edición, introducción y notas de Ayala, Francisco, Historia de macacos, Madrid: Castalia, 1995.
- Selección y edición de Alas, Leopoldo, Treinta relatos, Madrid: Espasa-Calpe, 1995.
- «Clarín, proyectos novelescos y relatos cortos», en Víctor García de la Concha (ed.), Historia de la Literatura Española. Siglo XIX (II), Madrid: Espasa, 1998.
- Edición de Alas, Leopoldo, Cuentos completos (dos volúmenes), Madrid: Alfaguara, 2000.
- «Aproximaciones a la narrativa breve de Clarín», en Alas, Leopoldo, Obras completas. Volumen III. Narrativa breve, Oviedo: Nobel, 2003.
- Selección, edición y epílogo de Ayala, Francisco, De toda la vida. Relatos escogidos, Barcelona: Tusquets, 2006.
- Edición de Ayala, Francisco, Obras completas (7 volúmenes), Barcelona: Círculo de Lectores / Galaxia Gutenberg, 2007-2014.
- La clave de 'Y va de cuento' de Ayala, Granada: Universidad de Granada / Fundación Francisco Ayala, 2011.
- «Hacia un "ars poetica" particular: de "La noche de Montiel" a "Los usurpadores"», en Ayala, Francisco, La noche de Montiel, Granada: Universidad de Granada / Fundación Francisco Ayala, 2011.
- Días felices. Aproximaciones a 'El jardín de las delicias' de Francisco Ayala, Sevilla: Fundación José Manuel Lara, 2018.
- Estudio introductorio a Ayala, Francisco, La invención del 'Quijote'. Indagaciones e invenciones cervantinas, Madrid: Pigmalión, 2020.